# Cantone di Randan
Il Cantone di Randan era una divisione amministrativa dell'arrondissement di Riom.
È stato soppresso a seguito della riforma complessiva dei cantoni del 2014, che è entrata in vigore con le elezioni dipartimentali del 2015.
Comprendeva i comuni di
- Bas-et-Lezat
- Beaumont-lès-Randan
- Mons
- Randan
- Saint-André-le-Coq
- Saint-Clément-de-Régnat
- Saint-Denis-Combarnazat
- Saint-Priest-Bramefant
- Saint-Sylvestre-Pragoulin
- Villeneuve-les-Cerfs